# Alouette des champs
Alauda arvensis
Espèce
Statut de conservation UICN

 LC  : Préoccupation mineure
L’Alouette des champs (Alauda arvensis) est une espèce d'oiseaux. Comme toutes les alouettes, elle appartient à la famille des Alaudidae. l'espèce est très répandue en Europe, l'alouette des champs fait partie des espèces très développées en France.

## Terminologie
Selon le Littré, le mot « alouette » est le diminutif d'aloue qui provient du latin alauda, lui-même calqué sur le même nom en gaulois.
En français, Alauda arvensis est connue sous les noms vernaculaires d'alouette des champs, alouette commune ou ordinaire.

## Description
Alauda arvensis a une envergure de 35 cm pour un poids de 30 à 50 g. Pas de dimorphisme sexuel si ce n’est la taille supérieure du mâle qui peut atteindre 19 cm.
Le plumage de l’alouette des champs est peu voyant, brun strié de brun-noirâtre dans la partie supérieure avec une calotte un peu plus foncée et une gorge jaune, finement striée de brun foncé. La crête sur le sommet de la calotte se hérisse à certains moments. Les yeux brun foncé sont rehaussés d’un sourcil blanc-jaune, le bec est plutôt court et couleur corne. La partie inférieure du corps est crème sauf la poitrine chamois clair striée de brun-noir, la queue allongée et presque noire a les rectrices externes tachetées de blanc. Les ailes ont le liséré plus clair, pattes et orteils sont marron clair, le doigt arrière est plus long que les autres.
L’alouette court à ras le sol et s’y aplatit en cas de danger, le « trrlit » qui peut durer des minutes et le vol montant en spirale suivi d’une descente en piqué sont caractéristiques. L’alouette des champs chante — on dit aussi grisolle, tirelire ou turlutte — également au sol de façon très mélodieuse, parfois pendant plus d’une heure, et comme celui du rossignol, ce chant fascine les humains.

## Habitat et comportements

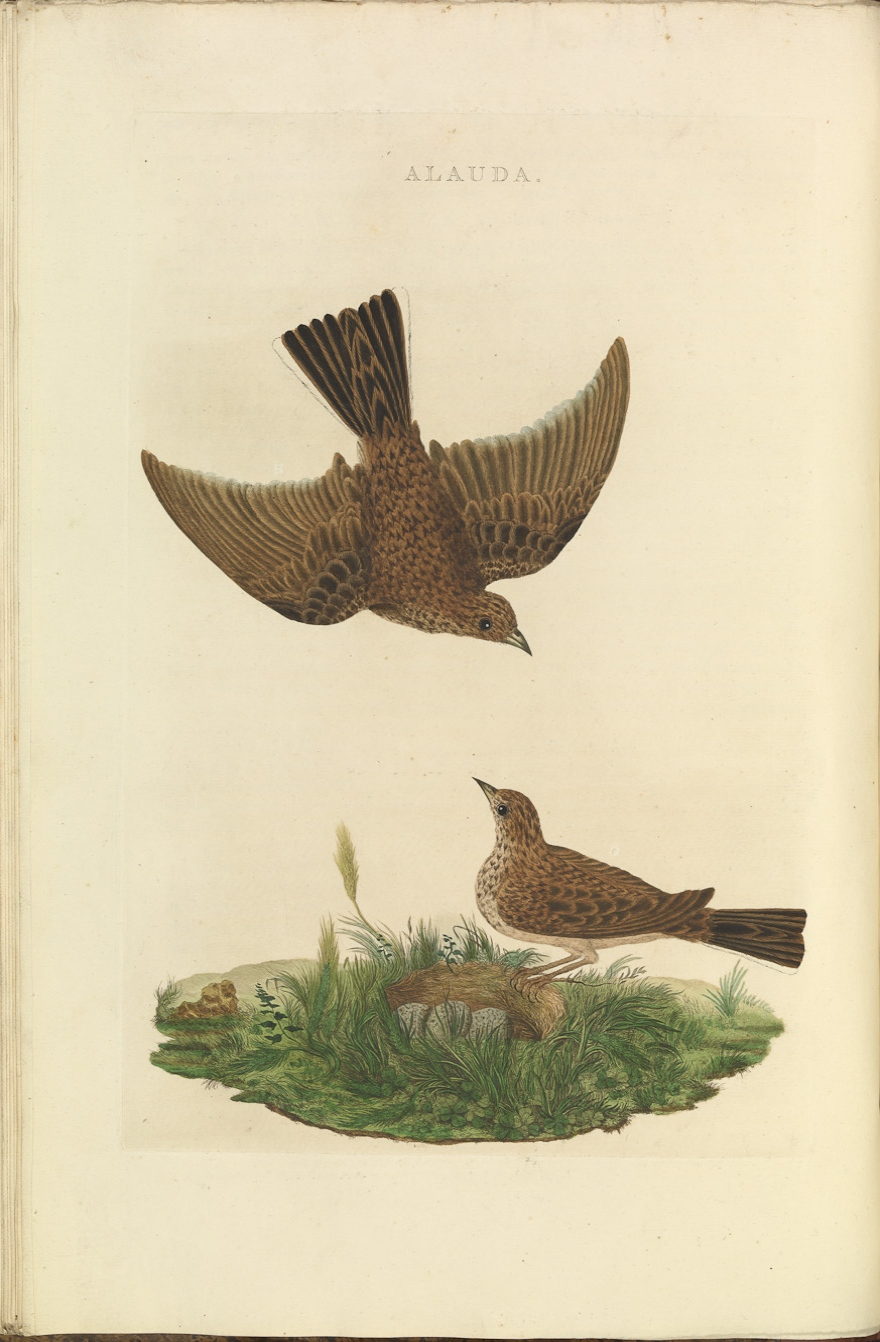
Alauda arvensis dans Nederlandsche vogelen par Nozeman & Sepp (1770).

Des discussions ont dans le passé porté sur le caractère migrateur ou non de cette espèce. Selon Aristote et divers auteurs anciens, il s'agit d'un oiseau migrateur, mais c'est « une erreur manifeste, si on veut parler de l'alouette commune » affirment au XIXe siècle Pierre Garnier qui invoque Blaze, Deyeux, Toussenel, de Curel, J. La Valiée, A. d'Houdelot, docteur Chenu, etc. dans son Traité complet de la chasse des alouettes au miroir avec le fusil. Ces auteurs estiment que dans tous les cas, cet oiseau n'effectue que des mouvements (en automne et hiver) locaux ou subrégionaux et non de vraies migrations.
« En automne, vers la fin de septembre, l'alouette éprouve des velléités de déplacement ; elle voyage, va, vient et revient, mais n'émigre pas pour cela ».
« Plus tard, il est vrai, lorsque le froid arrive, ces oiseaux se réunissent en bandes, abandonnant les endroits élevés et les plateaux balayés par le vent, pour se jeter, au plus près toujours, dans les plaines basses et dans les vallées bien abritées; ils s'y concentrent en telle quantité qu'il est des lieux où on les considère comme oiseaux de passage. » .
En fait, il semble que les hivers froids, l'alouette, en grands groupes grégaires mélangés avec d’autres espèces comme les pipits, les pinsons et les bruants, effectue parfois de vraies migrations ; La plupart des populations sont sédentaires, mais les hivers froids voient les populations nordiques migrer vers le Sud, rejoignant les résidents vivant dans ces zones. Si le temps est trop froid, les alouettes meurent en grand nombre.
L’alouette des champs vit sur le sol. Pour se nourrir, elle le fouille, cherchant sa nourriture à vue, un peu accroupie et avançant au fur et à mesure. Son plumage la rend presque invisible au sol.
Le mâle chante au-dessus ou sur son territoire, à environ 50 à 60 mètres du nid. Le chant est utilisé pour défendre le territoire et pour renforcer les liens entre les partenaires. Les couples sont monogames et restent ensemble pendant toute la saison de reproduction, mais s’ils survivent à l’hiver, ils pourront encore être ensemble l’année suivante. Les partenaires coopèrent pour élever les jeunes et leur procurer de la nourriture, à l’aide d’une parfaite connaissance de leur territoire. Les couples se forment en février, abandonnant les grands groupes hivernaux pour établir leur territoire, généralement le même que l’année précédente. À ce moment-là, les mâles commencent leurs vols nuptiaux, s’élevant du sol en spirale et en chantant fortement. Une fois à bonne hauteur, le mâle descend en spirale, alternant battements d’ailes et glissés, toujours en chantant. Quand il arrive à une hauteur moindre, il se laisse tomber sur le sol comme une pierre. Là, il effectue encore d’autres parades, marchant autour de la femelle avec la crête dressée, les ailes abaissées et la queue déployée en éventail. La parade nuptiale atteint son pic en mars et avril, et beaucoup plus après de fortes pluies, mais on ne sait pas pourquoi ! L’alouette des champs est territoriale pendant la saison de reproduction. L’oiseau effectue des parades de dissuasion au sol, gonflant ses plumes et hérissant sa crête, et quelques actions d’intimidation, mais aussi des parades aériennes telles que des séries de glissés montants avec des battements d’ailes vers l’intrus.

### Habitat

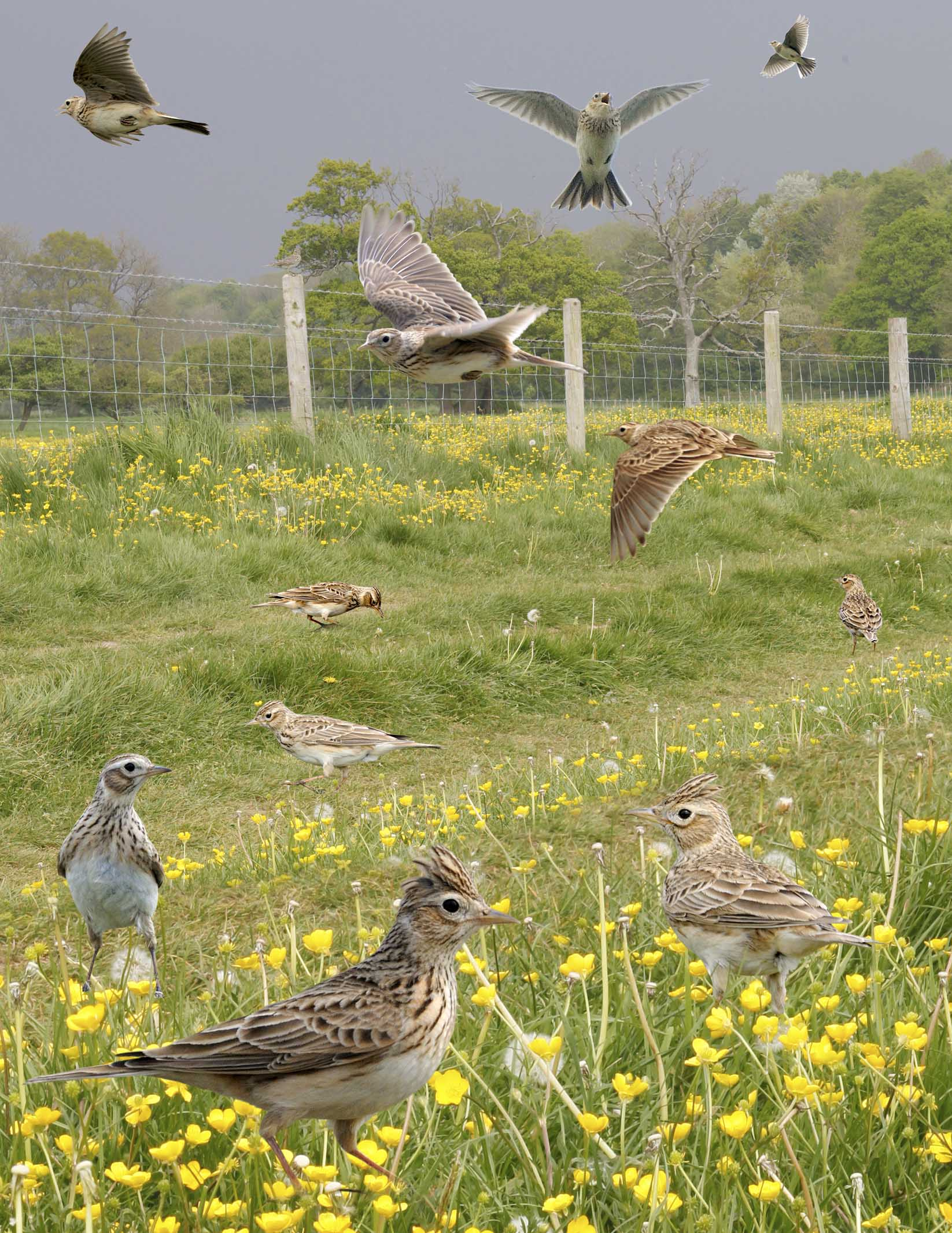
Différentes présentations de l'alouette des champs dans les îles britanniques.

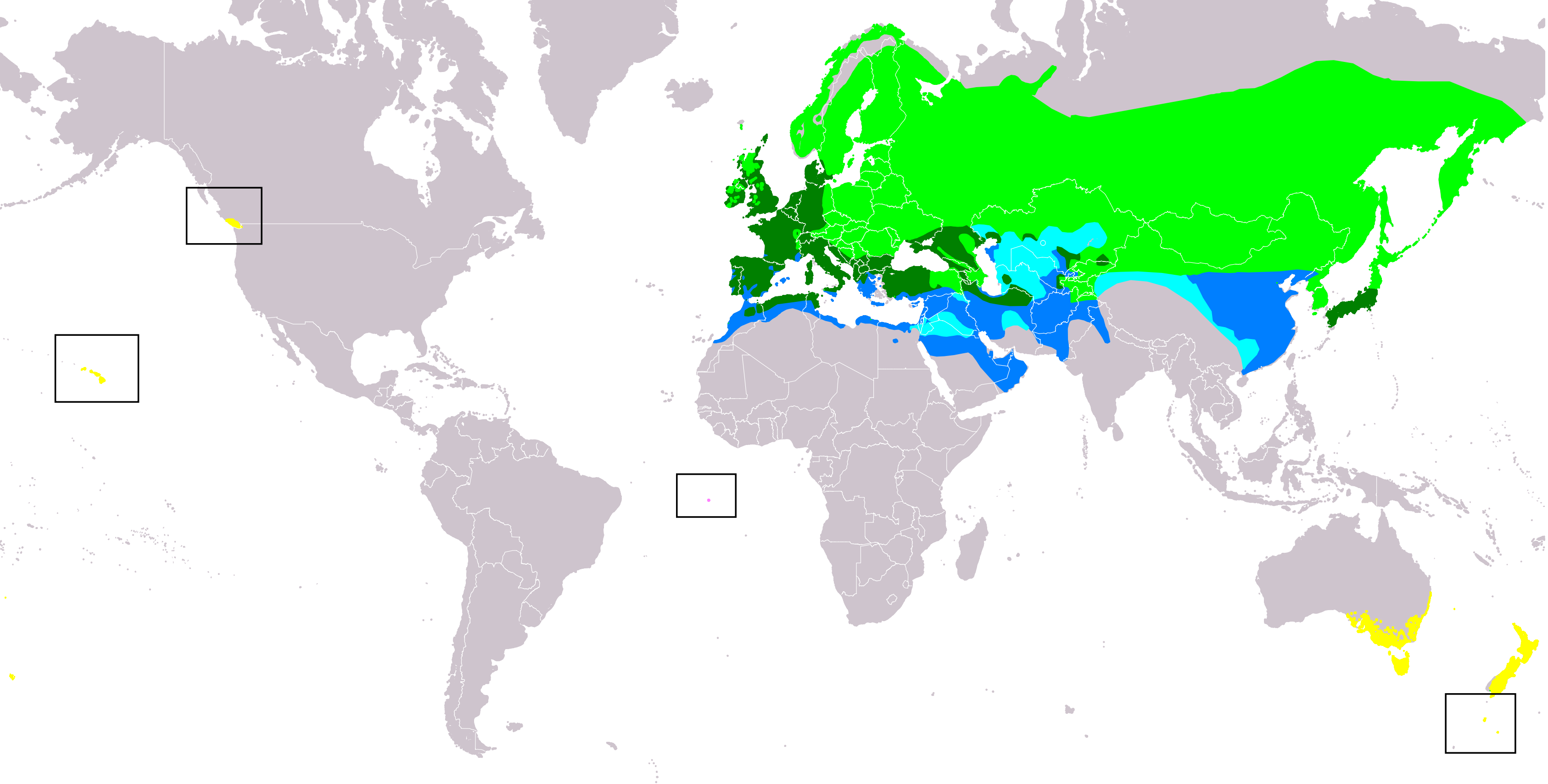
Répartition de l'alouette des champs

Sa présence est continue en Europe de l’Ouest ainsi que sur la bande côtière de l’Afrique du Nord, sur tout le pourtour de la mer Noire.
L’alouette vit dans les prés et les champs, en plaine comme en altitude, quittant les zones froides pour hiberner dans le sud de l’Europe ou l’Afrique du Nord et au Moyen-Orient. 
À l’approche du printemps, les mâles sont les premiers à refaire la migration inverse pour reprendre possession de leur territoire estival, qui couvre toute l’Europe et la Russie.
Selon la directive habitats qui s'appuie sur les études effectuées par le réseau Natura 2000, l'alouette est susceptible d'habiter les zones suivantes répertoriées, ci-dessous  :
- les dunes mobiles du cordon littoral à Ammophila arenaria ;
- les dunes côtières fixées à végétation herbacée ;
- les dépressions humides intradunales ;
- les pelouses steppiques sub-continentales ;
- les pelouses maigres de fauche de basse altitude ;
- les prairies de fauche de montagne.

La disparition des zones ouvertes propices à la vie de l’alouette eurasienne, les techniques agricoles et la chasse encore pratiquée dans de nombreuses régions menacent cette espèce.
Une étude danoise (1981) a montré que cet oiseau peut aussi nicher dans les accotements routiers (qu'elle préfère même aux champs adjacents), et que le fauchage estival de ces accotements n'avait pas d'incidence significative sur le nombre d'oiseaux ou de leur distribution sur les accotements de la route. S'il n'y a pas de biais d'observation (telle qu'une situation de piège écologique), cela laisse penser que les zones enherbées sont préférées aux champs pour l'élevage des petits.
Elle est considérée comme une espèce invasive à Hawaï, en Nouvelle-Zélande et en Australie du Sud-Est. Une petite population, introduite au début du XXe siècle, existe sur la côte ouest de l'Amérique du Nord. Elle occupe un territoire de 30 à 40 km2 entre l'île de Vancouver et les îles San Juan.

### Chant

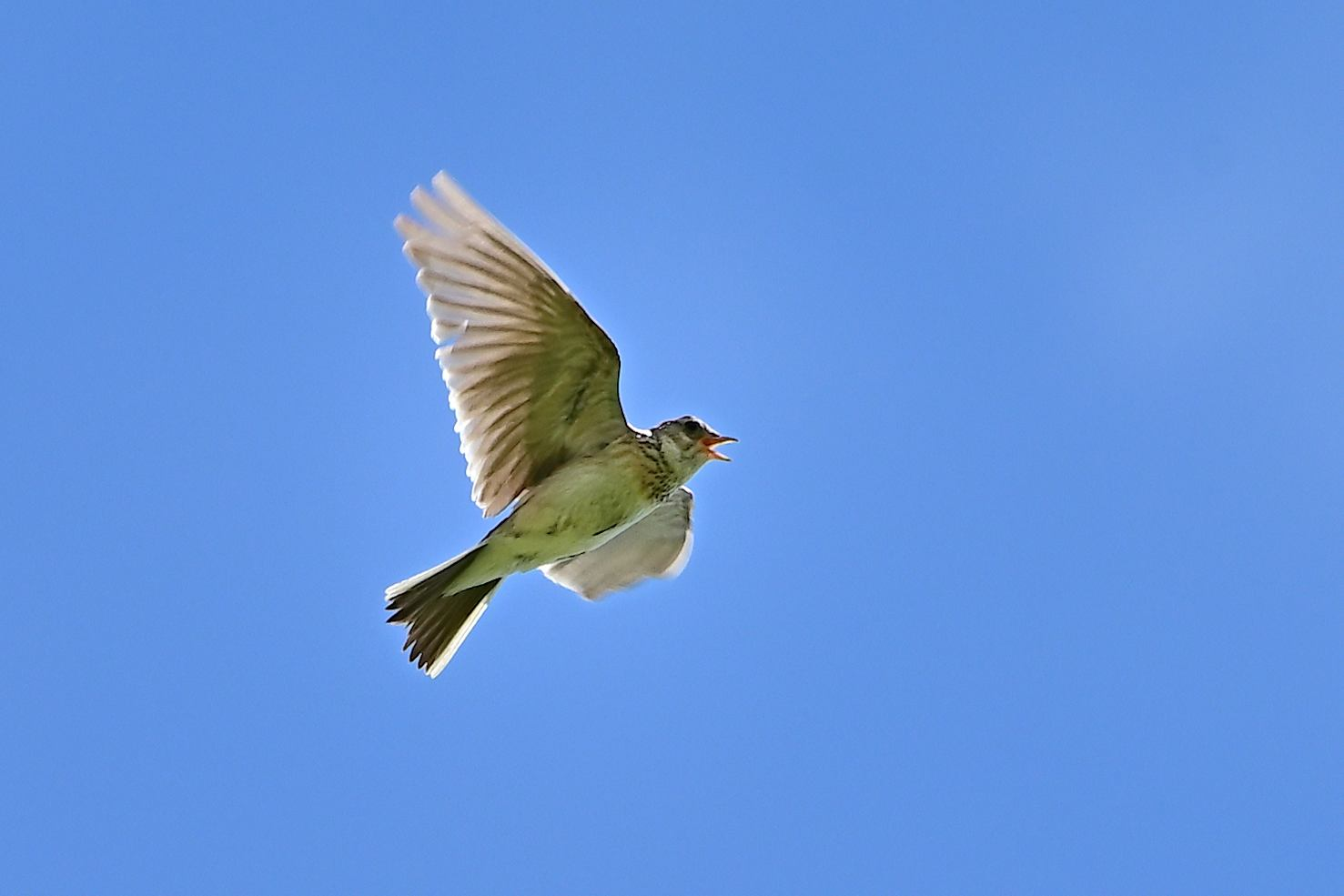
Alouette chantant

Cet oiseau possède un des répertoires les plus riches du monde des oiseaux avec plus de 600 notes et syllabes articulées en phrases, correspondant à des informations à finalité biologique (interactions sexuelles, défense territoriale, alertes de présence d'un prédateur, etc.) et indiquant également des formes d'émotions. Celle-ci sont décelables en observant la rapidité des séquences chantées. Quand les temps de silence diminuent, l'alouette signifie à ses congénères qu’elle est en colère,. L'ordre des séquences a aussi son importance : les alouettes intercalent dans leur chant des plages visant à informer de leur appartenance à un groupe commun, de telle sorte que des chercheurs ont pu parler de dialecte. Lorsque l'ordre des syllabes est expérimentalement modifié, les alouettes du groupe perçoivent l'émetteur comme un intrus.

### Vol
L’alouette des champs vole à basse altitude au-dessus de la campagne, sur de courtes distances, tournant souvent près du sol tout en criant. Sur de longues distances, le vol devient ondulant, mais l’alouette a aussi un vol direct et puissant qui peut atteindre les 60 km/h. Durant la période de migration, cet oiseau peut parcourir entre 30 et 80 kilomètres par jour.

### Régime
L’alouette des champs se nourrit d’insectes et de larves, vers de terre, et graines et semences diverses. Une étude a montré qu'en hivernage en France, au milieu de l'hiver dans deux régions de l'ouest de la France, les gésiers étudiés contenaient trente-huit espèces de graines appartenant à 16 familles ; et toutes sauf une appartenaient à la catégorie des "mauvaises herbes" ; aucun gésier ne contenait de graine de céréales cultivées. Le régime alimentaire était légèrement différent selon le sexe de l'alouette, mais contrastait surtout selon la région et la période, semble-t-il en raison de leur occurrence relative dans le territoire d'hivernage de l'oiseau. Selon ce travail, chaque alouette doit manger environ 8 g/jour (soit 4200–5600 graines) pour répondre à leurs besoins quotidiens. (6,7 g/jour mesurés chez des alouettes captives qui dépensent moins d'énergie). Ceci confirme la dépendance de cette espèce aux champs riches en messicoles (non traités par des herbicides) et aux habitats riches en herbes sauvages, qui sont en forte régression dans les lieux d'hivernage de l'alouette depuis la révolution verte de l'Ouest de la France.

### Reproduction

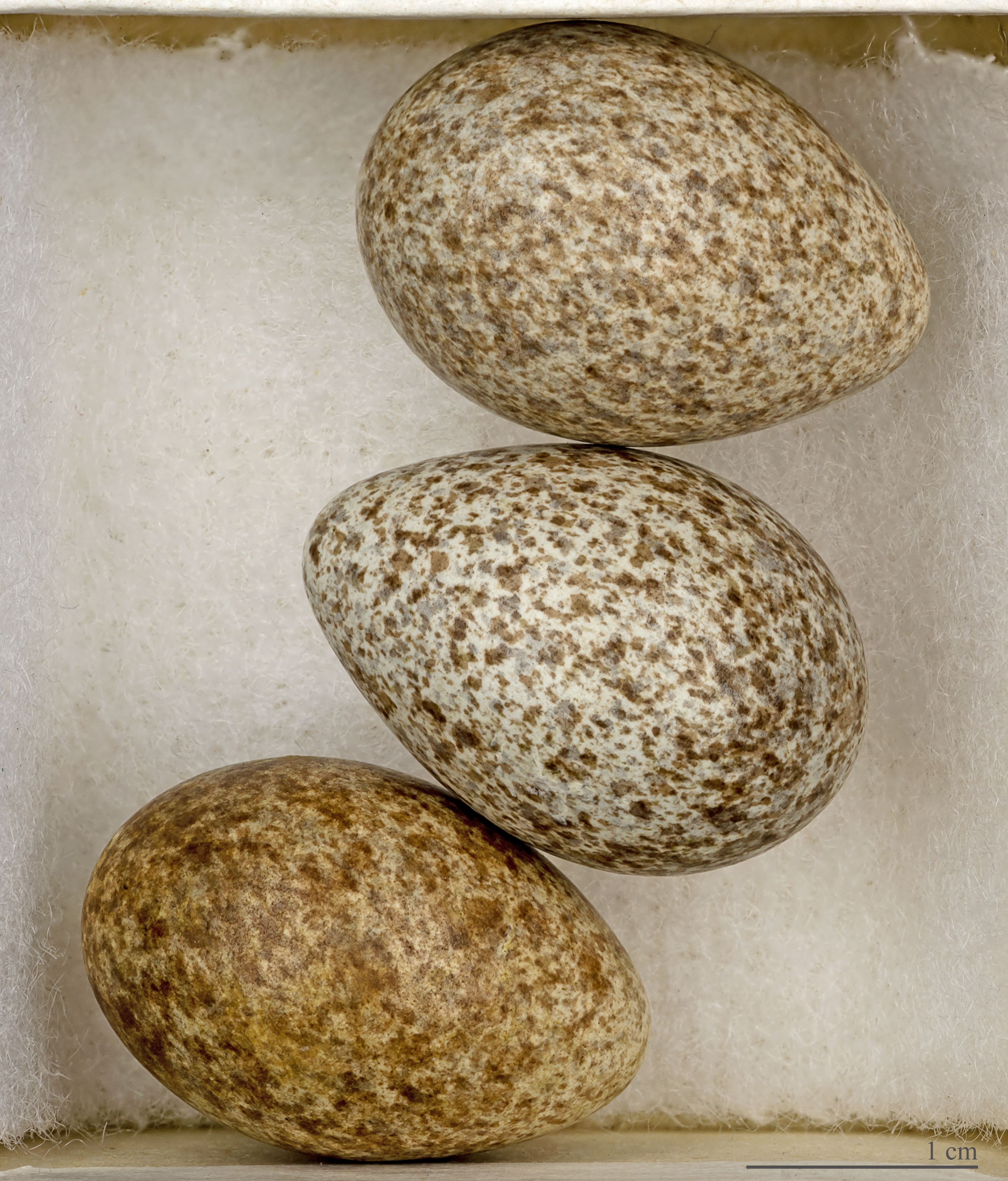
Œufs d'Alouette des champs - Muséum de Toulouse.

Deux voire trois couvées par an. Vol et parade nuptiale précèdent l’accouplement : le mâle monte et descend en spirale en chantant puis se laisse tomber sur le sol comme une pierre. Là, il parade autour de la femelle, crête dressée, ailes abaissées et queue déployée en éventail jusqu’à ce qu’elle accepte la fécondation. Le nid caché dans un trou sous l’herbe est fait à base d’herbes et de végétaux et tapissé de plumes, crins, poils, etc. La femelle y pond de deux à cinq œufs à la coquille gris jaune finement tachetée, elle les couve pendant onze jours. 
Les deux parents participent à l’élevage des petits qui quittent le nid dix jours après l’éclosion et s’envolent définitivement à l’âge de trois ou quatre semaines pour mener une vie autonome. Les couvées sont souvent victimes des rapaces, serpents et autres prédateurs.

## Menaces et protection
La couvée de l’alouette des champs est la proie de divers prédateurs (ex : petits rapaces, renards, félins, chiens, serpents). 
Le plus grand danger pour cette espèce étant l'agriculture moderne et l'emploi intensif de pesticides, qui mettent cet oiseau en voie de disparition.
Les effectifs de l'alouette des champs ont connu, en France, une perte de 20 % en moins de 15 ans, faisant passer son statut en 2016 de “Préoccupation mineure” à “Quasi menacée”. La  population nicheuse d'alouettes est comprise, à l'échelle de la France, entre 1,3 et 2 millions de couples et  à l'échelle de l'Europe, entre 40 et 90 millions de couples.
Bien que chassable en France (gibier relevant de la catégorie « oiseaux de passage »), l'alouette des champs n'est pratiquement plus chassée, si ce n'est à l'aide de pantes ou au miroir (modes de chasse traditionnel et localisés à quelques départements). L'État français a ainsi autorisé la chasse de 106 500 alouettes des champs pour la saison 2022-2023. Mais,  saisi par référé, le Conseil d'État a suspendu le 21 octobre 2022 les arrêtés fixant un maximum de prélèvements pour la chasse traditionnelle, à l'aide de filets et de cages dans le Sud-Ouest, pour la campagne 2022/2023, au motif d'un doute sérieux et légitime sur l'absence de solutions alternatives et sur le manque de sélectivité de la méthode employée. En réponse à une question écrite le Secrétariat d'État auprès du ministre de la transition écologique et de la cohésion des territoires, chargé de la biodiversité publiée le 28/09/2023 a précisé que "suite aux décisions du Conseil d'État, la chasse aux pantes et aux matoles de l'alouette des champs est suspendue et de nouveaux arrêtés n'ont pas été proposés pour la campagne 2023/2024 dans l'attente du jugement au fond du Conseil d'État sur les arrêtés cadres relatifs à ces pratiques. Pour les mêmes raisons, la chasse traditionnelle aux filets n'a pas été reconduite".

### Le « miroir aux alouettes »

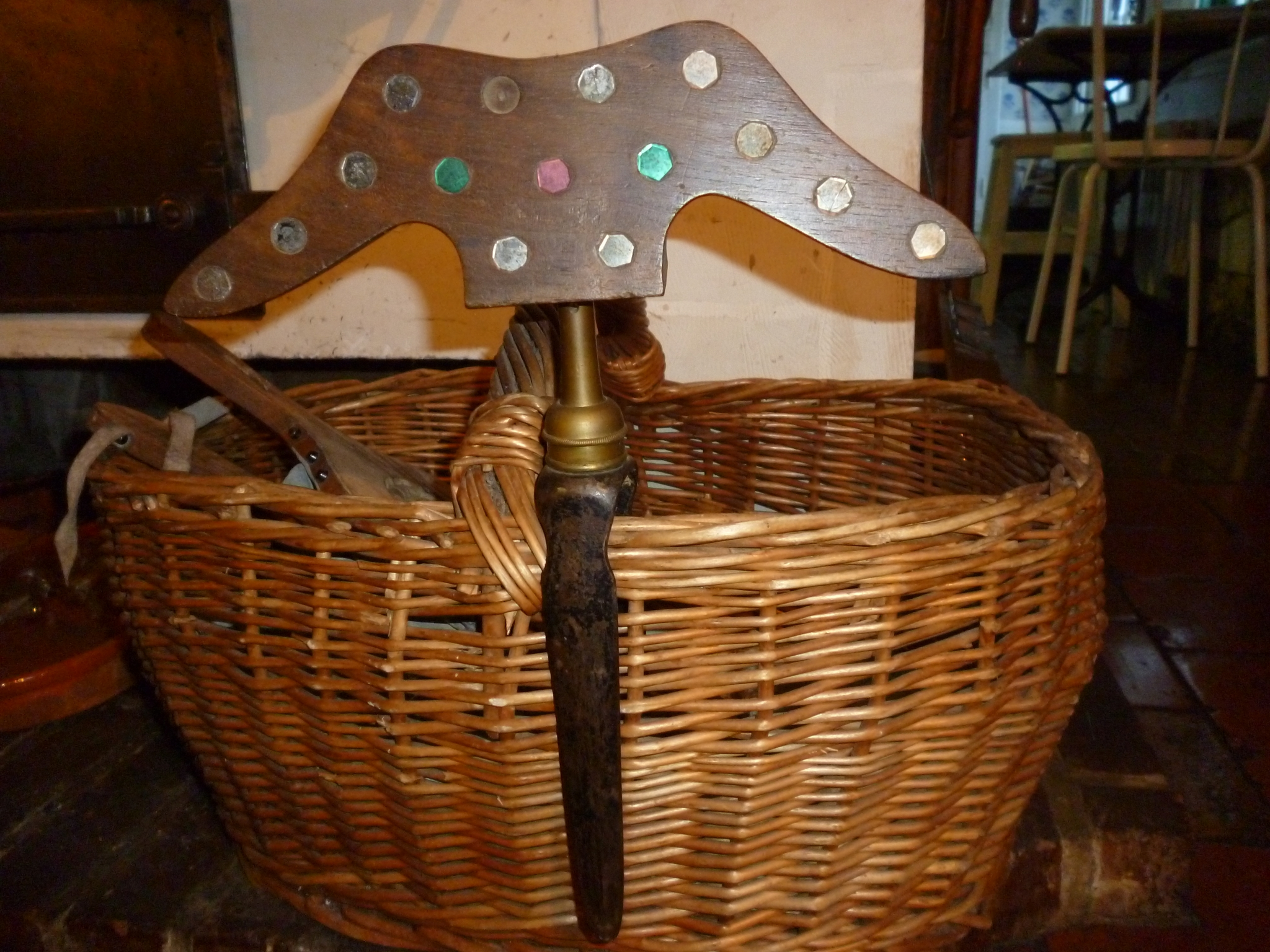
Miroir utilisé pour chasser les alouettes des champs (Alauda arvensis) en France. L'appareil se retourne et réfléchit la lumière du Soleil, attirant ainsi les alouettes.

Pour des raisons mal comprises, les alouettes sont en effet attirées et fascinées par un miroir tournant à mouvement rotatoire et alternatif, (« oiseaux mireurs »). Elles volent autour de lui ou l'observent en « daltant », c'est-à-dire en vol stationnaire dit « du Saint esprit » : « Quelquefois l'alouette restera immobile dans l'air au-dessus du miroir, les ailes déployées et les jambes pendantes, dans cette attitude de bonheur extatique particulière à la colombe, et qui l'a fait prendre dans la religion chrétienne pour l'emblème du Saint-Esprit ». Cette chasse au miroir, répandue au XIXe siècle en France et exportée en Algérie, remonte au moins au début des années 1770.
Des miroirs tournants ont été utilisés pour attirer les alouettes dans un filet, ou pour les tirer au fusil. Dans le premier cas, le braconnage ou la surexploitation étaient faciles (la chasse au filet a d'ailleurs été interdite) et dans le second cas elle oblige à dépenser des cartouches et disperser de la grenaille de plomb (toxique) dans l'environnement. Cette chasse est aussi reconnue par l'un de ses plus grands amateurs comme source de dérangement pour les autres espèces-gibier ; « La chasse au miroir est sans doute fort amusante, mais un conservateur intelligent évite de la pratiquer au sein d'une plaine giboyeuse de peu d'étendue ; il choisit, hors des limites du terroir, un emplacement écarté ; les détonations, sans cesse renouvelées, effrayent le gibier au point de l'éloigner du canton. Gaspard Schwenckfeld, qui écrivait en 1600, prétendait que l'arquebuse, plus encore par le bruit que par la destruction, avait fait perdre à l'Allemagne plusieurs espèces d'oiseaux ».
Le miroir n'attire vraiment les alouettes que par plein soleil, mais selon les expériences de Garnier, si les miroirs très brillants les attirent de loin, ce sont les miroirs moins brillants (bois foncé et poli et ciré) qui vont produire le mieux le mouvement stationnaire (en saint esprit) le plus long (le plus fatal pour l'oiseau dans le cas de la chasse). De tels miroirs de bois ciré ont aussi été utilisés pour chasser les corvidés qui semblent fascinés par leur image dans le « miroir » (bec-figues, étourneaux, hirondelles, sylvies, rubiettes, figuiers, proyers, pluviers et des vanneaux, pigeons sauvages, etc. sont aussi cités comme oiseaux mireurs (...)« Faites jouer cet instrument (le miroir) dans une basse-cour peuplée de volailles, faisans, paons, pintades, pigeons, etc., et vous obtiendrez des résultats qui vous émerveilleront ».).
Le naturaliste Buffon se demande si les alouettes ne confondent pas les éclats de lumière avec une surface d'eau « mis en jeu que parce qu'elles croient cette lumière renvoyée par les eaux vives qu'elles recherchent dans la saison où on les chasse; aussi, dit-il, en prend-on tous les ans des quantités considérables pendant l'hiver aux environs des fontaines « chaudes. » ». Aujourd'hui l'hypothèse de la lumière polarisée pourrait être évoquée (le miroir est surtout actif le matin quand le soleil est bas sur l'horizon et un peu l'après-midi note Garnier).
Les bons jours, alors que cet oiseau était encore très abondant, selon Garnier, des nuées d'alouettes pouvaient être attirées par un seul miroir ; « la condition essentielle du succès, je le répète à dessein, c'est un temps calme, ni chaud ni froid. Cela se rencontre rarement ; mais aussi quelle fusillade ! deux cents charges par tête et deux ou trois tireurs pour un seul miroir ne sont alors pas de trop. »
Un texte ancien en rimes  décrit la chasse à l'alouette comme suit :
« Dès que l'alouette étonné» 
 Voit le soleil élincelant, 
Dont la chaleur inoculée
Tournoie horizontalement,
L'alouette, qui, dans les nues,
 Chaque malin à son réveil,
Jusqu'aux sphères inconnues
S'élève au-devant du Soleil,
Vers cette ardente image arrive;
Toutes d'un vol jaloux, rival,
Quittent le mont, .quittent tu rive,
Traversent le fleuve et le val,
Cherchent l'éclair devant la foudre,
Et, témoins du malheureux sort
De celles qui tombent en poudre,
 Se précipitent sur la mort.
Le plomb meurtrier siffle, gronde
Sur les oiseaux audacieux
Qui se disputent à la ronde
Le miroir qui joue avec eux.
Elles se jettent, éperdues,
Sur ces diamants séducteurs;
Souvent leurs ailes étendues
Ne leur servent plus de moteurs.
Pendant que, du fond de la plume,
Vingt, trente foncent pour le voir,
Celle- ci se balance à peine,
 Celle-là se pose au miroir,
Quitte et reprend la même place ;
On trouve encor au même lieu
Celle à qui le sort fit grâce
Alors que le chasseur fit feu. »
Les populations d’alouettes des champs sont menacées par la perte de leur habitat liée aux changements des pratiques agricoles et probablement par des difficultés à trouver leur nourriture là où les insecticides, désherbants et fongicides sont massivement utilisés. Cette hypothèse est étayée par le programme STOC (Suivi Temporel des Oiseaux Communs) qui a détecté un fort déclin des populations d'alouettes des champs ; de l'ordre de -22 % depuis 1989 (date du commencement du programme STOC) et une diminution de 10 % depuis 2001.
Cette tendance est globale et affecte l'ensemble des populations européennes.

### L'alouette et la Lune
De nuit, l'alouette se montre également sensible à la lumière lunaire et au cycle lunaire : son activité migratoire est plus intense quand la lune est en  phase « lune gibbeuse », qui, selon Buser et son équipe, « offre les meilleures conditions de migration puisqu’elle donne, dès le début de la nuit, l’horizon nécessaire aux individus pour naviguer et son éclairement facilite l’utilisation de repères topographiques. Elle garantit aussi à l’espèce de profiter de conditions d’éclairement optimales pendant à peu près une semaine »,. La question d'une sensibilité particulière de cette espèce à la pollution lumineuse pourrait donc être posée.

## Sous-espèces
D'après  Alan P. Peterson, il existe onze sous-espèces :
- Alauda arvensis armenica  Bogdanov 1879
- Alauda arvensis arvensis  Linnaeus 1758
- Alauda arvensis cantarella  Bonaparte 1850
- Alauda arvensis dulcivox  Hume 1872
- Alauda arvensis harterti  Whitaker 1904
- Alauda arvensis intermedia  Swinhoe 1863
- Alauda arvensis japonica  Temminck & Schlegel 1848
- Alauda arvensis kiborti  Zaliesski 1917
- Alauda arvensis lonnbergi  Hachisuka 1926
- Alauda arvensis pekinensis  Swinhoe 1863
- Alauda arvensis sierrae  Weigold 1913

## L'alouette des champs dans la culture
Le test de L'Alouette, texte proposé par les orthophonistes, permet de mesurer certaines capacités en lecture.

### Importance supposée de l'alouette pour les Gaulois

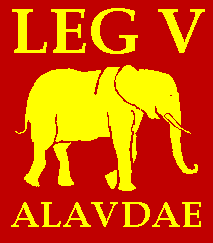
L’éléphant, emblème présumé de la Legio V Alaudae (Alouette).

Lors de la Guerre des Gaules, une légion de Jules César recrutée parmi les Gaulois transalpins était appelée Alauda. Ce nom vient d'un mot gaulois que les Romains ont intégré dans la langue latine et qui désignait l'alouette. Le surnom atypique de cette légion romaine, Alouette, pourrait s'expliquer en toute hypothèse par la présence de plumes distinctives sur les casques de ses soldats.  
L'existence de cette légion a amené des historiens comme Jules Michelet et Camille Jullian à présenter l'alouette comme un animal doté d'un grand prestige aux yeux des Gaulois.  En réalité, cet oiseau est totalement absent de l'iconographie gauloise et il n'existe aucun élément probant permettant de conclure à son importance pour les habitants de la Gaule. Malgré une relative persistance de cette idée reçue, il est donc inexact de faire de l'alouette un précurseur du coq comme emblème national de la France.  

### Dans les arts

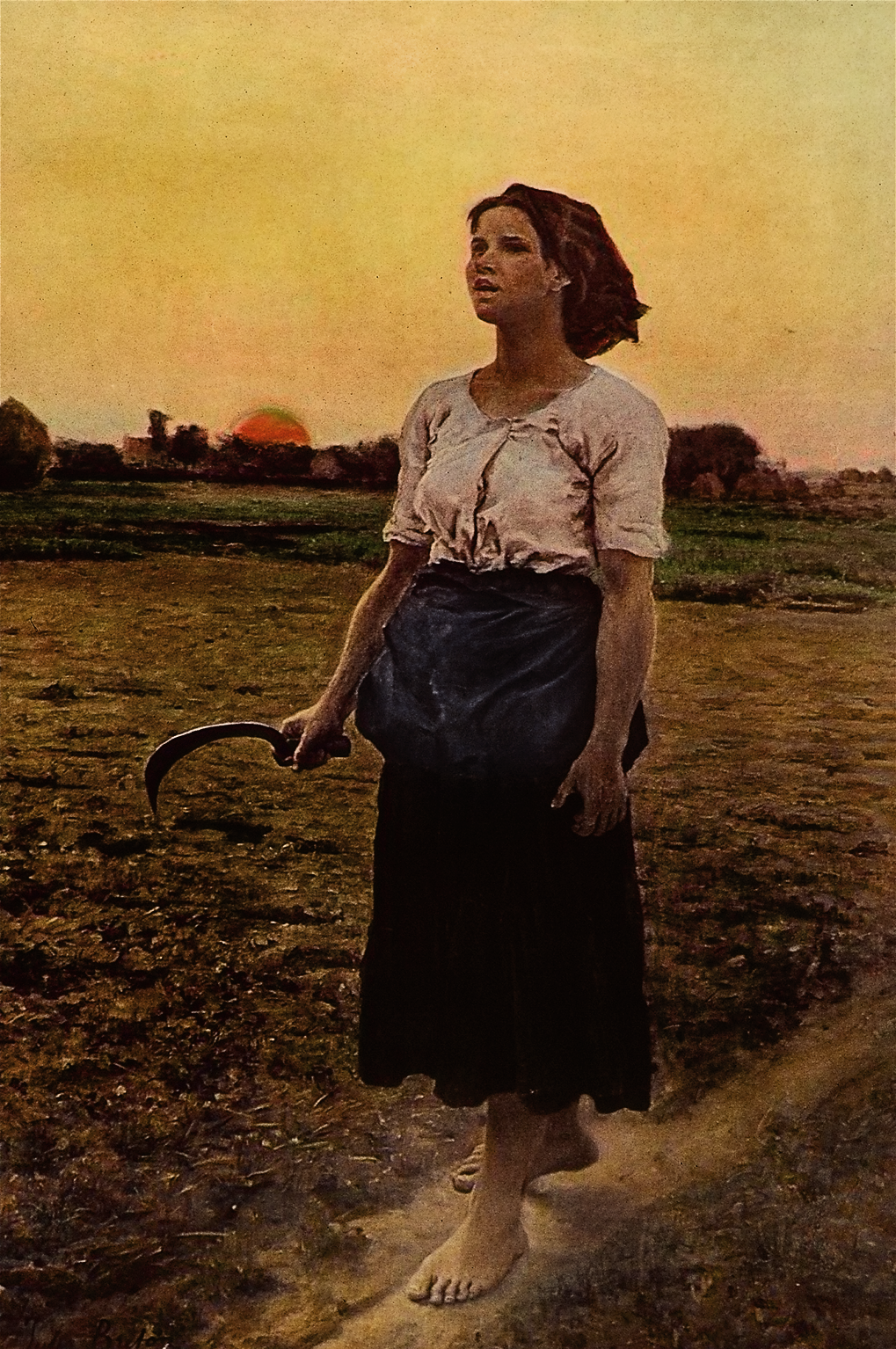
Jules Breton, Le Chant de l’Alouette, 1884, Art Institute of Chicago.

#### Dans la peinture
Le Chant de l’Alouette, peinture de 1884 de Jules Breton.

#### Dans la littérature
Deux pièces de théâtre portent le nom de l'animal généralement identifié par l'alouette des champs : 
- L'Alouette, de l'auteur français Edmond Gondinet en 1881 ;
- L'Alouette, de l'auteur français Jean Anouilh en 1953.

On peut également citer la canso du troubadour Bernard de Ventadour Quand vei la lauzeta mover (« Quand je vois l’alouette »), composée au XIIe siècle.
Paul Claudel l'évoque également, comme symbole chrétien, dans sa pièce L'Annonce faite à Marie (1912).

#### Dans la chanson
- Alouette ( « Alouette, gentille alouette, alouette, je te plumerai… ».) est une comptine canadienne-française[40] très populaire en France, en Belgique, en Suisse, au Canada qui remonterait au XIXe siècle.

- Alouette, alouette est une chanson du chanteur français de Gilles Dreu.

- L'Alouette en colère est une chanson de Félix Leclerc, composée en 1970 en pleine Crise d'Octobre au Québec.

- Au chant de l'alouette est une chanson folklorique interprétée, entre autres, par le groupe québécois Les Karrik en 1971, tirée de leur premier album du même nom.

#### Au cinéma
- 1959 : Le Miroir aux alouettes est un film italien de Vittorio Sala
- 1965 : Le Miroir aux alouettes (slovaque : Obchod na korze) est un film tchécoslovaque réalisé par Ján Kadár et Elmar Klos.
- 1965 : Alouette (Pacsirta), film hongrois réalisé par László Ranódy.
- 1988 : Alouette, je te plumerai, film français réalisé par Pierre Zucca.

## Galerie

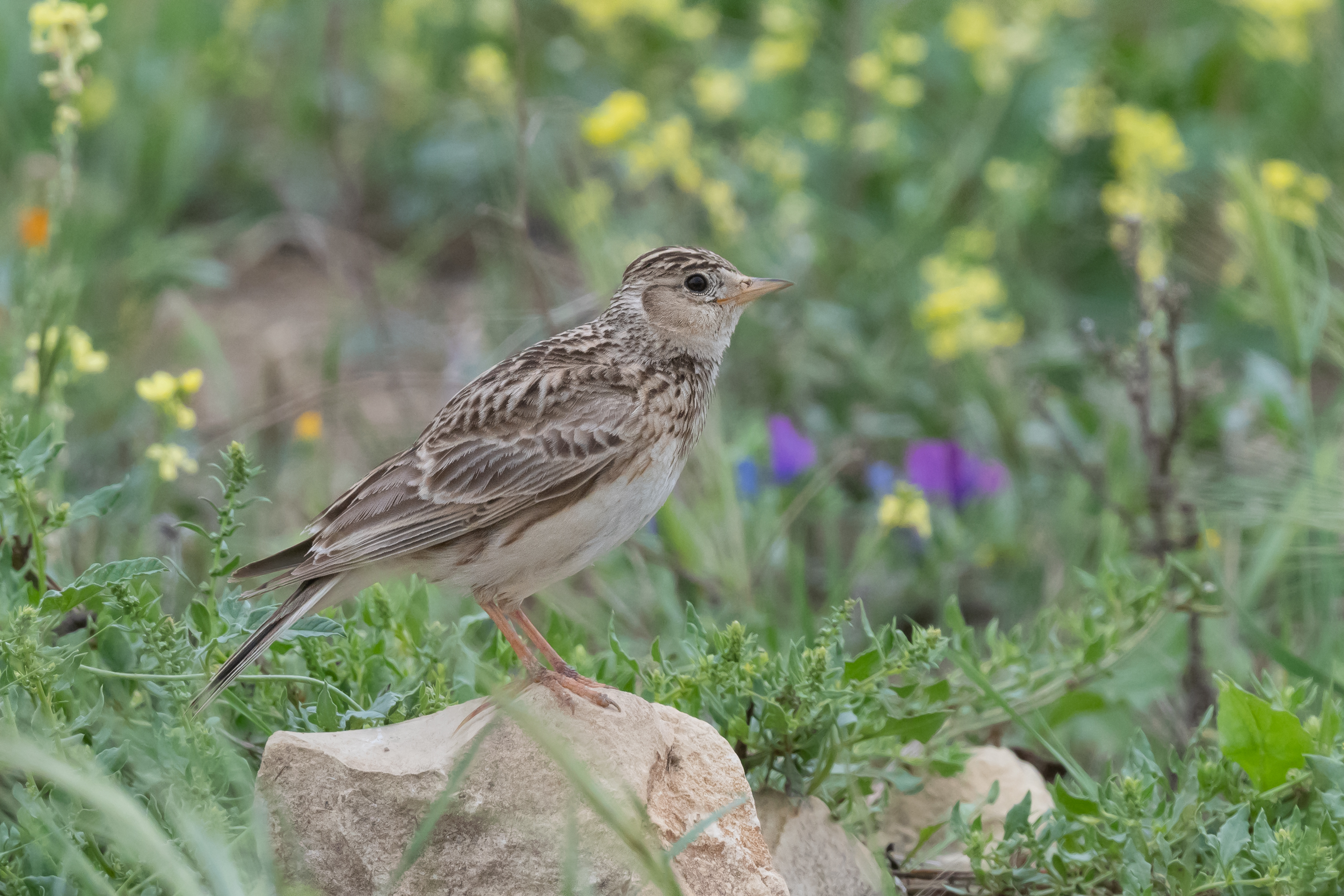
Alouette des champs Zaghouan
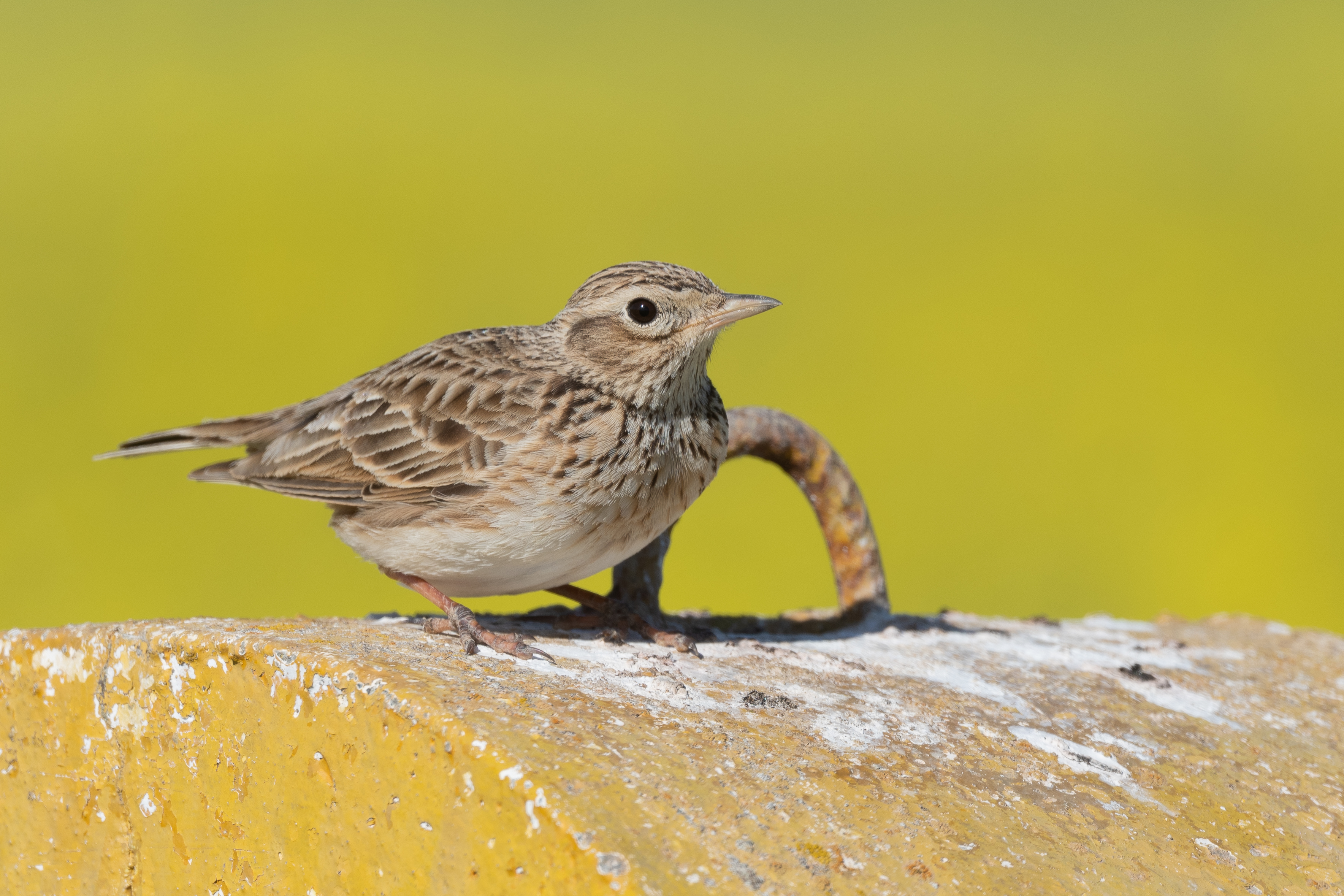
Alouette des champs Zaghouan